# Trioza frontalis
Trioza frontalis är en insektsart som beskrevs av Crawford 1910. Trioza frontalis ingår i släktet Trioza och familjen spetsbladloppor. Inga underarter finns listade i Catalogue of Life.